# Os Verdes
Ekologická strana „Zelení“ (v portugalštině Partido Ecologista Os Verdes, výslovnost [pɐɾ'tidu ekulu'ʒiʃtɐ uʃ 'veɾdɨʃ]IPA) je portugalská zelená politická strana, zakládající člen Evropské federace zelených stran (dnes Evropská strana zelených).
Os Verdes vznikly v roce 1982 jako první portugalská strana zaměřená na ekologii. Od svých počátků těsně spolupracují s Komunistickou stranou Portugalska, se kterou od roku 2005 tvoří rudozelenou koalici Coligação Democrática Unitária. Díky tomuto spojení zelení získali v několika volbách za sebou celou řadu mandátů na místní úrovni a také dvě poslanecká křesla.
Mládež je sdružena v organizaci Ecolojovem. Centrála Os Verdes je v Lisabonu, jimi vydávané noviny se jmenují Folha Verde.